# Ádám Hrepka
Ádám Hrepka (Seghedino, 15 aprile 1987) è un ex calciatore ungherese, di ruolo attaccante.

## Caratteristiche tecniche
Prima punta, può giocare come ala su tutte e due le fasce.

## Carriera

### Nazionale
Esordisce il 15 novembre 2006 in un'amichevole contro il Canada (1-0).

## Palmarès

### Club

#### Competizioni nazionali
- Nemzeti Bajnokság II: 1

MTK Budapest: 2017-2018